# Sisyra arndti
Sisyra arndti là một loài côn trùng trong họ Sisyridae thuộc bộ Neuroptera. Loài này được Navás miêu tả năm 1925.